# Adlan Kacaev
Adlan Zelimchanovič Kacaev (in russo Адлан Зелимханович Кацаев?; Achkhoy-Martan, 20 febbraio 1988) è un ex calciatore russo, di ruolo centrocampista.